# Liste der Gouverneure von Alaska

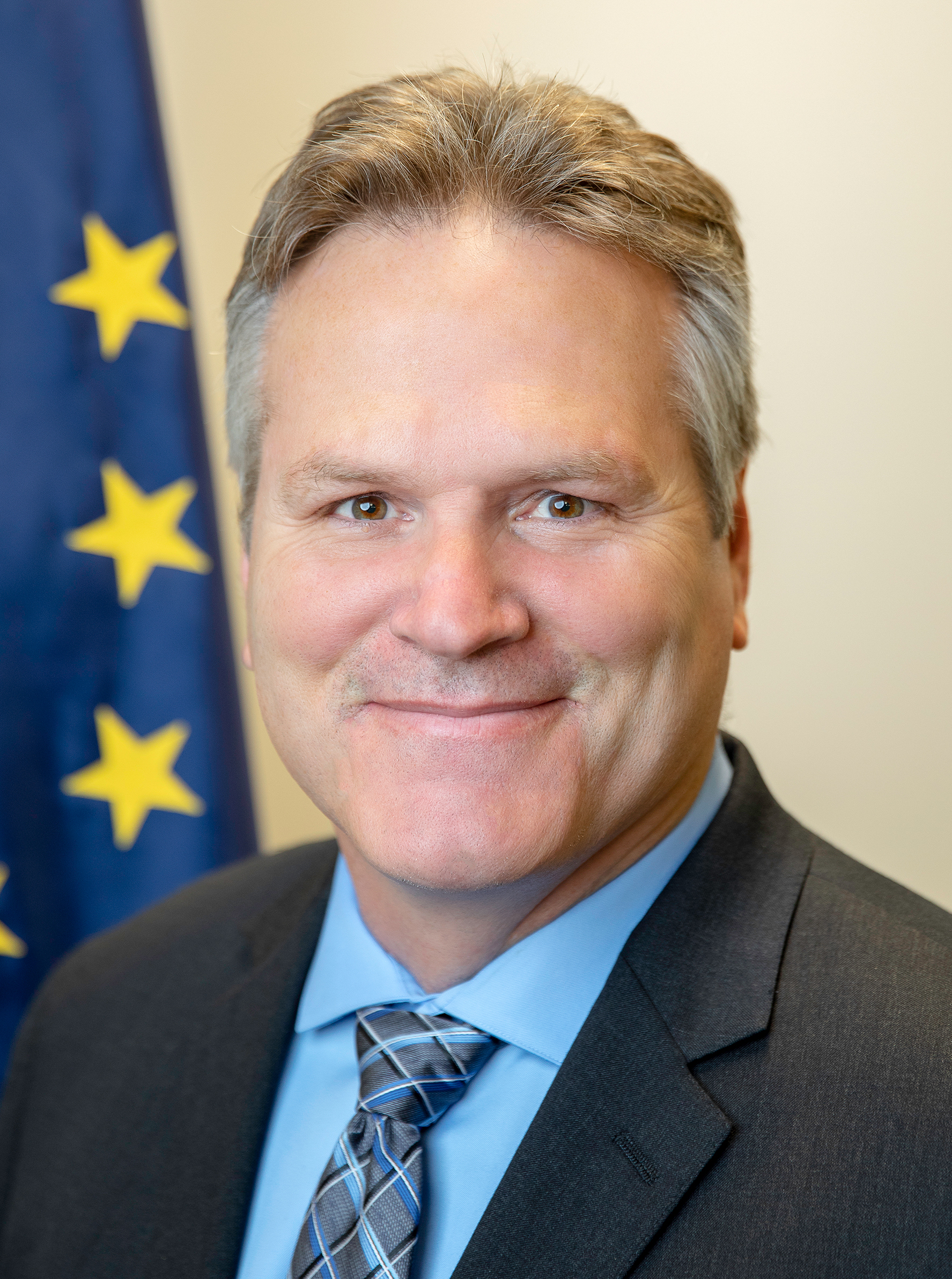
Mike Dunleavy (2019), derzeitiger Gouverneur von Alaska

Diese Liste führt alle Gouverneure des US-Bundesstaates Alaska sowie des zuvor bestehenden District of Alaska und des Alaska-Territoriums auf.

## District of Alaska
| Name                   | Amtszeit  | Partei                 |
| ---------------------- | --------- | ---------------------- |
| John Henry Kinkead     | 1884–1885 | Republikanische Partei |
| Alfred Peter Swineford | 1885–1889 | Demokratische Partei   |
| Lyman Enos Knapp       | 1889–1893 | Republikanische Partei |
| James Sheakley         | 1893–1897 | Demokratische Partei   |
| John Green Brady       | 1897–1906 | parteilos              |
| Wilford Bacon Hoggatt  | 1906–1909 | Republikanische Partei |
| Walter Eli Clark       | 1909–1912 | Republikanische Partei |

## Alaska-Territorium
| Name                           | Amtszeit  | Partei                 |
| ------------------------------ | --------- | ---------------------- |
| Walter Eli Clark               | 1912–1913 | Republikanische Partei |
| John Franklin Alexander Strong | 1913–1918 | Demokratische Partei   |
| Thomas Christmas Riggs         | 1918–1921 | Demokratische Partei   |
| Scott Cordelle Bone            | 1921–1925 | Republikanische Partei |
| George Alexander Parks         | 1925–1933 | Republikanische Partei |
| John Weir Troy                 | 1933–1939 | Demokratische Partei   |
| Ernest Henry Gruening          | 1939–1953 | Demokratische Partei   |
| Benjamin Franklin Heintzleman  | 1953–1957 | Republikanische Partei |
| Waino Edward Hendrickson       | 1957      | Republikanische Partei |
| Michael Anthony Stepovich      | 1957–1958 | Republikanische Partei |
| Waino Edward Hendrickson       | 1958–1959 | Republikanische Partei |

## Bundesstaat Alaska
| Name                       | Amtszeit  | Partei                     |
| -------------------------- | --------- | -------------------------- |
| William Allen Egan         | 1959–1966 | Demokratische Partei       |
| Walter Joseph Hickel       | 1966–1969 | Republikanische Partei     |
| Keith Harvey Miller        | 1969–1970 | Republikanische Partei     |
| William Allen Egan         | 1970–1974 | Demokratische Partei       |
| Jay Sterner Hammond        | 1974–1982 | Republikanische Partei     |
| William Jennings Sheffield | 1982–1986 | Demokratische Partei       |
| Steve Camberling Cowper    | 1986–1990 | Demokratische Partei       |
| Walter Joseph Hickel       | 1990–1994 | Alaskan Independence Party |
| Anthony Carroll Knowles    | 1994–2002 | Demokratische Partei       |
| Francis Hughes Murkowski   | 2002–2006 | Republikanische Partei     |
| Sarah Louise Palin         | 2006–2009 | Republikanische Partei     |
| Sean R. Parnell            | 2009–2014 | Republikanische Partei     |
| William M. Walker          | 2014–2018 | Unabhängig                 |
| Mike J. Dunleavy           | seit 2018 | Republikanische Partei     |